# Erysimum franciscanum
Erysimum franciscanum là một loài thực vật có hoa trong họ Cải. Loài này được Rossbach mô tả khoa học đầu tiên năm 1958.